# Премия RU.TV 2023
XII Русская музыкальная премия телеканала RU.TV 2023 — двенадцатая музыкальная премия телеканала RU.TV. Церемония вручения состоялась 23 мая 2023 года в московском концертном зале Crocus City Hall.

## Победители
- Артист года — Дима Билан
- Лучшая певица — Анна Асти
- Лучший певец — Jony
- Лучшая группа — Artik & Asti
- Лучший дуэт — DJ Smash & Artik & Asti «CO2»
- Лучшая песня — Анна Асти «По барам»
- Прорыв года — Анна Асти
- Лучший альбом — Мари Краймбрери «Нас узнает весь мир (Part 2)»
- Лучший рок-проект — Земляне
- Лучшее сольное концертное шоу — Сергей Лазарев
- Лучший концертный тур — Анна Асти
- Лучший хип-хоп проект — HammAli & Navai
- Звезда танцпола (лучший танцевальный проект) — Filatov & Karas
- Лучший клип — Мот «Любовь как спецэффект»
- Кино и музыка (лучший саундтрек) — Полина Гагарина «Бабочки»
- Лучший диджей — DJ Smash
- Звезда нового поколения — Клава Кока
- Выбор «Voice» — Сергей Лазарев
- Пара года — Мот и Мария Мельникова
- Взлёт года — Тося Чайкина
- Мама года — Ханна
- Специальная награда Алисы — Полина Гагарина
- Музыкальный блогер — Хабиб
- Лучший кавер — Konfuz «Выше»
- Воссоединение года — Чай вдвоём
- Позитив по жизни — Митя Фомин
- Коллаборация года — Uma2rman и Сергей Корсаков
- Лучшая спортплощадка для концертных выступлений — ВТБ Арена
- Фан или Профан — Милана Хаметова
- За вклад в развитие музыкального бизнеса — Дмитрий Маликов
- Лучший старт — Нина Фокина
- Звезда Русского Радио -  Люся Чеботина

## Выступления
1. Анна Асти — Мегамикс: «Верю в тебя», «Повело», «Ночью на кухне»
2. Люся Чеботина — Мегамикс: «Плакал Голливуд», «Моё», «Королева», «Лучшая подруга», «Солнце Монако»
3. Pizza & Zivert — «Залипательно»
4. Dabro — «Давай запоём»
5. Земляне — Мегамикс
6. Григорий Лепс — «Я буду с тобой», «Весна» (feat. Elsea)
7. DJ Smash и NIVESTA — «Позвони»
8. Клава Кока — «Замуж»
9. DJ Smash и Клава Кока — «Пятница»
10. Дмитрий Маликов — Мегамикс
11. Полина Гагарина — «Вода»
12. Елена Север — «Услышь меня»
13. Мот — Мегамикс
14. Николай Басков — «Ты неотразима»
15. Сергей Лазарев — «Третий»
16. Нина Фокина — «Одиночество»
17. Мари Краймбрери — «Иначе всё это зря»
18. Артур Пирожков — «Позитив»
19. Jony — «Никак»
20. Владимир Пресняков — «Живи»
21. Vlade Kay — «Water»
22. Filatov & Karas — Мегамикс
23. ЮрКисс — «Сотни подруг»
24. Дима Билан и VACIO — «Песня двух романтиков»
25. HammAli & Navai — «Птичка»
26. Чай вдвоём — «День рождения», «Нежная»
27. Дима Билан — Мегамикс
28. Seville (Artik & Asti) — «Кукла»
29. Хабиб — «Ой, какая ты»
30. Ваня Дмитриенко — «Пицца»
31. COSMOS Girls — «Этой ночью»
32. Artik & Asti feat. Mars Deimos — «Мир сошёл с ума»